# Abderrahim Bouabid
Abderrahim Bouabid (en árabe: عبد الرحيم بوعبيد‎; Salé, 23 de marzo de 1922-Rabat, 8 de enero de 1992) fue un político marroquí, líder de la izquierdista Unión Socialista de Fuerzas Populares (USFP) entre 1975 y 1992. Fue un duro oponente del Protectorado francés de Marruecos y del rey Hasán II de Marruecos.

## Juventud y formación
Abderrahim Bouabid nació en la antigua ciudad de Salé, el 23 de marzo de 1922. 
Era un niño muy listo, motivo por el cual fue admitido en 1928 en la escuela de los hijos de los notables de Salé y obtuvo su certificado de escuela primaria allí en 1932. Después estudió la secundaria en el instituto Moulay Youssef de Rabat donde en 1936 tuvo como jefe de estudios a Lucien Paye, al que volverá a encontrar veinte años después con ocasión de las negociaciones franco-marroquíes sobre las relaciones culturales.
Durante la recepción ofrecida por el General Noguès, en honor a los alumnos más brillante conoció a su amigo Mehdi Ben Barka (destacado líder de izquierda) que era también estudiante del instituto Mulay Youssef. Obtuvo el certificado de escuela secundaria en 1938. 
En 1939 se trasladó a Fez para convertirse en profesor, más tarde descubrió el movimiento nacionalista de la época, aponiéndose a la presencia francesa en Marruecos. Regresó a Salé en 1942 para continuar enseñando, pero a partir de este año, inicia paralelamente los estudios de Derecho.
En 1945 se incorporó al instituto de Estudios Políticos de París (Francia) en donde obtuvo el título de abogado, y en 1949 se incorporó al Colegio de Abogados de Rabat. 

## Negociador de la Independencia de Marruecos
Abderrahim Bouabid se involucró en la política desde una edad muy joven. Se convirtió en uno de los activistas y políticos más jóvenes en firmar el Manifiesto de la independencia de Marruecos, un manifiesto presentado por el partido de la Independencia el 11 de enero de 1944 en el que se exigía la plena independencia de Francia y España, la reunificación nacional y una constitución democrática. Como consecuencia a esto, en Rabat, Salé y en Fez estallaron diferentes protestas el 28 de enero de 1944, como respuesta a los arrestos del secretario general del Partido Istiqlal, Ahmed Balafrej, y a su adjunto, Mohamed Lyazidi, por parte de las autoridades coloniales. Bouabid encabezó la gran manifestación en Salé, que fue reprimida sangrientamente, y con seis muertos. Bouabid acabó siendo detenido el 30 de enero y permaneció en prisión 2 años.
Dos años más adelante, en 1946 se unió con su amigo Mehdi Ben Barka en París (Francia) para escribir conjuntamente un informe sobre la situación de Marruecos y presentarlo a la Asamblea General de las Naciones Unidas. Mientras vivía en Francia, se matriculó en el Instituto de Estudios Políticos de París y se convirtió en abogado en 1949. Publicó el semanario Independencia, y, gracias a todas las acciones que estaba encabezando, se convirtió en uno de los miembros más jóvenes de la dirección del partido Istiqlal .
Abderrahim Bouabid organizó una huelga general en solidaridad con la clase obrera tunecina, junto con manifestaciones que encabezó en diciembre de 1952 tras el asesinato del líder sindical tunecino Farhat Hached. Ante esto, las autoridades coloniales reprimieron violentamente el movimiento, y acabaron deteniendo a Abderrahim Bouabid, que pasa cerca de dos años en prisión. Dos años más tarde, en 1954, el Gabinete de Pierre Mendès France reemplazó al general Guillaume en la Residencia General por F. Lacoste y, ante esto, sucedieron diferentes hechos, uno de los cuales fue la liberación de Abderrahim Bouabid en octubre.
Tras ser liberado, empezó a desempeñar un papel destacado en las delicadas negociaciones para la independencia de Marruecos. Por ejemplo, en 1955 Abderrahim Bouabid asistió, en Madrid, a la reunión ampliada de la dirección del Partido de Istiqlal que preparaba las negociaciones de «Aix-les-Bains» que tendrían lugar en agosto. Abderrahim Bouabid formó parte de la delegación que asistía a dichas negociaciones. Durante este mismo año, una delegación del Partido Istiqlal formada por Abderrahim Bouabid y Omar Ben Abdeljalil fue a Madagascar para reunirse con Mohamed V. A finales del mismo año, el 2 de diciembre Abderrahim Bouabid presentó el informe político del Congreso Extraordinario del Partido de Istiqlal. En él recogía las propuestas del Partido sobre diversos temas nacionales y, en particular, la independencia del país, las relaciones con Francia y la participación en el Gobierno de M'barek El Bekkay en el que Abderrahim Bouabid ocupará el cargo de Ministro de Estado.
Además, Abderrahim Bouabid pasó a formar parte de la delegación que se estaba negociando con el gobierno de Guy Mollet sobre los acuerdos que se firmarían el 2 de marzo de 1956 y que consagrarían la derogación del Tratado de Protectorado.
En el primer gobierno formado, incluso antes de la independencia, fue nombrado primer embajador de Marruecos en París, en 1956 para continuar las negociaciones de independencia. Negoció también con España los acuerdos del 7 de abril que abrogarían el protectorado español sobre el norte de Marruecos. Por ello, Habib Burguiba pidió consejo a Abderrahim Bouabid para negociar la independencia de Túnez con Francia. A finales de mayo, Abderrahim Bouabid consiguió escapar de un intento de asesinato en Salé. El 26 de octubre fue nombrado Ministro de Estado bajo el gobierno de Bekai Ben M'barek Lahbil.

## Ministro del gobierno de Mohamed V
El 12 de mayo de 1958 Bouabid fue nombrado vicepresidente del gobierno, Ministro de Economía Nacional y Ministro de Agricultura del gobierno de Ahmed Balafrej. Luego, el 24 de diciembre del mismo año, fue nombrado vicepresidente del consejo y ministro de economía y finanzas nacionales bajo el gobierno de Abdallah Ibrahim hasta mayo de 1960. Como encargado de los asuntos económicos y financieros, integra la zona norte, controlada por España y la une económicamente con la zona sur. Reestructura las empresas industriales y comerciales que dependen financieramente del Estado. Define un nuevo régimen aduanero con el fin de proteger la economía marroquí.
A pesar de estar muy ocupado con las tareas ministeriales, Abderrahim Bouabid se mantenía en contacto con Ben Barka. Esto, junto con el hecho de que Mohamed V perdió el control de la situación de Marruecos, junto con el hecho de que el príncipe heredero se hallaba solo en la antesala del poder, se vio en la dinámica que desembocaría en la creación de la UNFP.

## Creación de la UNFP
El 6 de septiembre de 1959 se celebró un Congreso en Casablanca que constituiría el partido Unión Nacional de Fuerzas Populares (UNFP), y se celebró su primer congreso el 6 de diciembre de ese mismo año. Los jóvenes, miembros bajo la dirección de Ben Barka, Abderrahim Bouabid y Abderramán Yusufi, fueron la génesis del nuevo partido. Esos jóvenes eran los que esperaban que la independencia no se quedara solo allí, sino que serviría para introducir en el país toda una serie de reformas políticas y sociales.
En 1960 Abderrahim encabezó una manifestación pacífica solidaridad con la revolución argelina el 1 de noviembre que fue prohibida y reprimida por las autoridades.
El 26 de febrero de 1961 murió Mohamed V, y en junio del mismo año, Abderrahim Bouabid declara en una entrevista: Nuestra opción socialista […] proviene de nuestro análisis de la realidad y experiencias de los países subdesarrollados económica, cultural y políticamente. Como parte de la secretaría general de la UNFP, en 1962, Abderrahim Bouabid participó activamente en la campaña para el boicot al referéndum constitucional y presidió muchas reuniones populares. En una reunión en Rabat, declaró: Nos enfrentamos a una elección fundamental: o seguimos como pueblo y como organización arraigada en las masas para luchar por liberar a nuestro país del colonialismo, el feudalismo y la reacción, o aceptamos un texto constitucional falsificado elaborado por los escribanos del colonialismo; si fuera así, seríamos responsables de haber cometido un crimen contra las generaciones futuras.
En mayo de 1963 fue elegido diputado en Kenitra, tras la aprobación de la secretaría general de la que forma parte de la UNFP. Aunque, la UNFP cosechó un buen resultado en las elecciones parlamentarias, el Partido de Palacio resultó vencedor, algo que la UNFP calificó de fraude, y utilizó para pedir el boicot a las elecciones regionales que se celebrarían ese julio. Por ese boicot, más la excusa de que han participado en el fallido golpe de Estado contra Hasán II, el 16 de julio se produjo un arresto masivo, entre ellos algunos líderes moderados como Bouabid o Youssoufi, y que conllevan el exilio de Ben Barka.
A finales de 1974, se cambió el nombre del partido de Unión Nacional a Unión Socialista de Fuerzas Populares (USFP) para acabar con cualquier confusión. También estableció la regla del centralismo democrático y delimitó las responsabilidades de las autoridades del partido. 

## Abderrahim en la oposición durante «los años de plomo»
En 1964, Abderrahim Bouabid viajó a París para reunirse con los líderes de la UNFP en el exilio y, en particular, Mehdi Ben Barka. Para ello, confió a El-Youssoufi la responsabilidad del Partido. Un año más tarde, el rey Hasán II recibió a Abderrahim Bouabid en 1965 y se produjo la liberación de activistas de UNFP. Durante una presentación sobre la situación imperante en Marruecos a finales de 1968, Abderrahim Bouabid, uno de los tres secretarios generales del buró político de la UNFP, declaró: el principal factor del deterioro de la situación en Marruecos es la ausencia de democracia y la ruptura con el pueblo […]. Subrayo que la principal reivindicación que caracterizó la lucha política en Marruecos tras la independencia es la que consiste en dar voz al pueblo.
La Comisión Administrativa de la UNFP, en 1972, rompió con la dirección burocrática de la Unión de Trabajadores Marroquíes (UMT) que quería imponer inercia al partido. Durante este encuentro, Abderrahim Bouabid declaró: Al final se hizo evidente que nuestra concepción del partido y de la lucha no podía converger con la de ellos. Rechazan que nuevos militantes de la base accedan a las responsabilidades del partido. Se oponen a las críticas. Los militantes de nuestro partido […] quieren que sea un partido que continúe la lucha por la liberación, la democracia y el socialismo. Ante dicha decisión, se produjeron diferentes consecuencias. Una de ellas fue que el Comité Central de la UNFP se reunió el 8 de octubre en Casablanca y adoptó una declaración sobre la situación del país, en particular, la implementación de un plan nacional para la liberación del Sahara marroquí, de Ceuta y Melilla. Por otra parte, Abderrahim Bouabid respondió a una carta real en la cual formula la posición de la UNFP para superar la situación política del país. Propuso, en particular, la elección por sufragio universal de una Asamblea Nacional Constituyente también dotada de poder legislativo.
El 13 de enero de 1973, una semana después del envío de paquetes bomba a Mohamed Elyazghi y Omar Ben Jelloun, el Comité Central de la UNFP celebró una sesión ordinaria en Fez. De esta reunió el comité emitió un comunicado en el que subraya que las oleadas de detenciones y secuestros que se habían reanudado y ampliado durante las últimas semanas y meses no pueden hacer tambalear la voluntad de las masas y no puede distraer a los militantes progresistas y nacionales de continuar la lucha. Esto fue utilizado por el Estado para llevar ante el Tribunal Militar de Kenitra a los activistas de la UNFP. Abderrahim Bouabid no pudo ejercer de abogado porque fue llamado como testigo en el juicio. Eso acabó con el secuestro de los funcionarios inocentes del Partido que acabaron recluidos en un lugar que permanecerá en secreto durante todo un año.
A pesar de lo anterior, en 1974 Abderrahim Bouabid realizó una gira por el extranjero como parte de una misión explicativa sobre la cuestión de la integridad territorial de Marruecos. 
El 10 de enero de 1975, Abderrahim Bouabid fue elegido como Primer Secretario (secretario general) del Partido Unión Socialista de Fuerzas Populares (USFP) al final del congreso extraordinario. Este congreso define claramente las opciones de la USFP y hace la conexión entre los tres ejes de su lucha: liberación, democracia y socialismo. Ante la decisión de Naciones Unidas de enviar una misión de investigación al Sahara en 1975, y ante la llamada de Hasán II a la Marcha Verde, el 5 de junio Abderrahim Bouabid, junto con M'Hamed Boucetta del partido Istiqlal, declaran: "el Sahara es marroquí y Marruecos debe entrar en él".

## El papel de la USFP
La USFP obtuvo 16 escaños en las elecciones legislativa del 13 de junio de 1977 a pesar del fraude de las autoridades que distorsionaron los resultados para que Abderrahim Bouabid no fuese elegido. Dentro del papel que desempeñaba Abderrahum Bouabid como Primer Secretario de la USFP, presentó el Informe Político al Congreso durante el III Congreso Nacional de la USFP que se celebró el 8, 9 y 10 de diciembre de 1978 en Casablanca. Unos días antes, Abderrahim Bouabid vio el éxito de su acción decisiva para la liberación de la clase trabajadora del yugo burocrático, mediante la creación de la Confederación Democrática del Trabajo (CDT).
Otra de las grandes acciones que llevó a cabo la USFP fue su imposición a través de una presentación realizada por Bouabid en Kenitra, a las medidas del gobierno a finales del año escolar de 1981, sobre imponer el acceso a la educación superior. 
Los años 80 fueron muy duros para la población marroquí, y una de las razones fue el incremento descomunal de los precios del pan, entre otros. Por ello, el 20 de junio de 1981, el CDT convocó un movimiento de huelga general por los vertiginosos incrementos de los precios de los productos alimenticios de primera necesidad. Casablanca fue escenario de hechos sangrientos y la represión recayó sobre la USFP y el CDT. La USFP se comunicaba a través de su periódico Al Mouharir y de Liberation, pero fue prohibido por el gobierno después de esta huelga.
Ante todas las injusticias que el Partido de Unión Socialista (USFP) estaba denunciando respecto a las maniobras de Hasán II, el gobierno acabó encarcelando a su máximo dirigente de aquel entonces, Abderrahim Bouabid, y a sus camaradas, que acabaron pasando un año en prisión, desde 1981 hasta 1982. Pero no fue hasta 1983 que la USFP retomó su actividad política, y en 1984 la USFP celebró su IV Congreso Nacional en el cual Abderrahim Buabid presentó un informe de política que se reitera las posiciones del partido y hace un balance de sus luchas, en el cual determina que seguirá su lucha por la defensa de la integridad territorial y el establecimiento de un verdadero estado de derecho donde reinen la democracia y los derechos humanos.
El 30 de marzo de 1989, se celebró el V Congreso Nacional USFP en Rabat. Abderramán Yusufi presidió los trabajos del Congreso al que Abderrahim Bouabid presentó el informe político y siguió al frente del partido.

## El legado de Abderrahim Bouabid
Abderrahmna Bouabid emitió periódicamente durante 1990 observaciones sobre las propuestas e informes del Secretario General cuando las considera contrarias a los derechos de Marruecos. También trabajó por la profundización de la acción unitaria entre los partidos de oposición nacional y democrática y la coordinación entre los sindicatos militantes.
A partir de los 60 años, el estado de salud Abderrahim Bouabid empezó a deteriorarse, pero a pesar de ello, el 11 de enero de 1990 participó en la reunión unitaria del partido Istiqlal y la USFP relacionada con la conmemoración de la presentación del Manifiesto de la Independencia. Su última aparición en público fue el 1 de mayo de 1991 en un festival sindical con motivo el Día del Trabajo. Teniendo en cuenta su estado de salud, propuso que Abderramán Yusufi y Mohamed El Yazghi asumieran las responsabilidades de Primeros Subsecretarios del Partido. A principios de octubre de 1991, después de su regreso de París donde había recibido tratamiento médico, Abderrahim Bouabid asistió por última vez a una reunión del Comité Central del Partido. Allí dio un discurso considerado como su voluntad.
El 8 de enero de 1992, Abderrahim Bouabid murió en Rabat a la edad de 69 años. En vista de su legado de lucha, Bouabid tuvo un funeral solemne al que acudió una gran multitud. 